# Monique Jeanblanc
Monique Jeanblanc, née en 1947, est une mathématicienne française spécialisée dans les probabilités, notamment le calcul stochastique, et leurs applications aux mathématiques financières et au risque de crédit. 

## Biographie
Elle est professeur à l'université d'Évry-Val d'Essonne, et codirectrice avec Stéphane Crépey du Master 2 Ingénierie Financière de l'université d'Évry.

## Distinctions
- 2010 : Chevalier de l'ordre national de la Légion d'honneur[2]

## Principales publications
- 2009 : Mathematical Methods for Financial Markets, Springer, avec Marc Yor et Marc Chesney.
- 2003 : Financial Markets in Continuous Time, Springer, avec Rose-Anne Dana  (ISBN 3-540-43403-8).
- 1998 : Marchés financiers en temps continu: valorisation et équilibre 2e édition, (1re édition: 1994), Economica, avec Rose-Anne Dana  (ISBN 2-717-83710-8).

## Principaux articles
- 1998 : Robustness of the Black and Scholes Formula, avec Nicole El Karoui.

## Fonctions
- Université d’Évry - professeur de mathématiques